# Эберсберг, Оттокар Франц
Оттокар Франц Эберсберг (нем. Ottokar Franz Ebersberg; 10 октября 1833, Вена — 16 января 1886, Вена или Дёблинг) — австрийский драматург и журналист, писавший под псевдонимом О. F. Berg.

## Биография
Родился в семье писателя Йозефа Зигмунда Эберсберга и его жены Марии Надори; младший брат Карла Юлиуса (1831—1870), писателя.
Как журналист, занимал демократические позиции. 
В начале 1870-х гг. Оттокар Франц Эберсберг активно сотрудничал в Вене с Карлом Костой и Жозефиной Галльмейер.
В 1872 году был одним из создателей политического сатирического журнала Illustrierte Wiener Extrablatt.
Последний шумный успех имел в 1873 году, когда написал пьесу «Ein Wort an den Reichsrat» , в которой изложил свои идеи по коренной модернизации существующих законов о браке. Пьеса была запрещена ещё до премьеры. После этого его пьесы стали больше не востребованы и он перестал активно заниматься драматургией.
В январе 1886 года впал в депрессию, был помещён в психиатрическую лечебницу в Дёблинге, где и умер.

## Творчество
Дебютировал в качестве драматурга в 1854 году.
Плодовитый автор легких жанровых комедий (так называемых Lokalpossen) для Венского народного театра. Когда в 1860 цензура запретила его разрешенную сначала пьесу «Wiener und Franzose», он переселился в Берлин, но затем возвратился в Вену, где в 1861 основал юмористический еженедельник «Kikeriki», просуществовавший до 1933 года.
Из его около 150 пьес, комедий, фарсов, пародий и т. д. отдельными изданиями вышли:
- «Ein Rekrut von 1859» (1859);
- «Ein Wiener Dienstbote» (1868);
- «Einer von unsere Leute» (1868);
- "Die Pfarrersköchen (1871);
- «Der Herr Landgerichtsrat» (1871);
- «Eine verrückte Person» (1871);
- «Isaak Stern» (1872);
- «Der lezte Nationalgardist» (1872);
- «Der barmherzige Bruder» (1876);
- «Doktor Haslinger» (1876);
- «Die Frau von Brestl» (1876);
- «Der Hasenschrecker» (1876);
- «Ein Stündchen auf dem Comtoir» (1876).

## Память
Одна из улиц Хитцинга — 13-го района Вены с 1926 года носит имя драматурга Ebersberggasse.